# 戸田圭一郎
戸田 圭一郎（とだ けいいちろう、1967年9月16日 - ）は、岡山県出身の俳優。身長163cm。血液型O型。現在希楽星に所属。
水曜日のダウンタウンのヤバめ素人役では白畑真逸に間違えられる事があるが同一人物ではない。
出身地である岡山弁を得意とする。

## 経歴
法政大学法学部法律学科に在学中アナウンサーを目指す。表現力を養うために劇団（劇団俳小付属養成所、劇団俳協演技研究所）に入団したがその後、そのまま俳優の道を進む事になる。
就職活動ではキー局、地方局合わせて30社近く受けるもアナウンサーにはなれず、金融関係に就職と同時に、演劇集団ドラマスタジオに入団し舞台俳優を続ける。
その後舞台の役作りの参考のため職業を変え、その職種は30を超える。
小学校から始めた書道は特待生の腕前を持つ。得意であった絵画とともに地元の山陽新聞社からの表彰経験が多数あり。
2014年にモリ組旗揚げ公演に参加。代表の森累珠に影響を受ける。その後彼女の映像作品に参加。そのほか多くの自主制作作品に出演し映像の世界に興味を深めた。
その後現在の芸能事務所に入所しテレビ、映画などの映像分野へ活動の範囲を広げる。

## 人物
- 趣味：プラモデル製作、写真撮影、演劇鑑賞、音楽鑑賞、落語鑑賞、小倉百人一首
- 特技：書道、絵画、野球、水泳
- 資格：普通自動車運転免許

## 出演

### 映画
- 大性豪（2013年、リー・コンロッ監督） - AV監督 役
- Dance! Dance! Dance!（2013年、落合賢監督） - 夜間警備員役
- 響 -HIBIKI-（2018年、月川翔監督） - ワイドショーコメンテーター 役
- キングダム（2019年、佐藤信介監督） - 村人 役
- 架空OL日記（2020年、住田崇監督） - 警備員 役
- 「４６１個のお弁当」 （2020年  兼重淳監督 )

### 自主企画作品
- 「地獄でなぜ悪い」予告編（映画甲子園2013出品、森累珠監督）
- 「せなか」（東京芸術大学2013年自主制作映画、近藤正之監督） - 父親 役
- 「霧の中の分娩室」（東京芸術大学大学院映像研究科第8期生修了作品展、桝井大地監督） - 医師 役
- 「おとん」（早稲田大学シネマプロダクション[1]2014、前田悠希監督） - 主役
- 「プレイジャリズム」（立教大学映像身体学科、三重野広帆監督） - 医師 役

### ドラマ
- CX「リーガルハイ」第1話（2013年） - 原告団代表 役
- CX「ビターブラッド」（2014年） - 生活安全課刑事 役
- CX「医龍」第7話（2014年） - ME 役
- CX「医龍」第9話（2014年） - 患者 役
- CX「HERO」（2014年） - 患者 役
- NTV「奇跡の教室」（2014年） - 講師 役
- CX「水球ヤンキース」（2014年） - 蕎麦屋主人 役
- CX「医師たちの恋愛事情」（2015年） - 患者 役
- NTV「今からあなたを脅迫します」第8話（2017年）
- WOWOW「イアリー 見えない顔」（2018年）
- WOWOW「遠藤憲一と宮藤官九郎の勉強させていただきます」
- ひかりTV / dTV「ヒトコワ」
- NHK「ちむどんどん」(2022年）前期連続テレビ小説　- 弁護士　役

### TV
- NTV「スクール革命!」
- CX「ノンストップ」
- NTV「幸せ!ボンビーガール」
- EX「ゴーちゃん。Lab.」（2014年12月20日、『ベルジャポン』）
- EX「池上解説塾」（2014年9月10日『警察官が選んだ重大事件』） - 有楽町3億円事件捜査官 役
- NHK「朝イチ」（2015年4月22日） - 医師 役
- TX「ビジネスレポートNEO」（2015年8月5日、『DHC セサミン』）
- TX「ゴッドタン」（2016年1月3日、『まじ歌選手権』）
- TX「ゴッドタン」（2018年3月17日、『誕生！川島スリー』）
- TBS「水曜日のダウンタウン」（2018年10月4日、『ヤバめ素人』）
- TBS「水曜日のダウンタウン」（2019年2月20日、『ヤバめ素人（1週間予告ドッキリ）』）
- TBS「水曜日のダウンタウン」（2019年6月12日、『ヤバめ素人』）
- CX「シンジジツ」（2019年9月22日） - 北朝鮮工作員 役

### CM
- サントリー　プレミアムモルツ「ビールの歴史」編
- 大和ハウス「ベトナムにもダイワハウス」編 / 「新参者」編
- カブドットコム証券「飛行機」編：CM総合研究所が主催する「BRAND OF THE YEAR 2014」にて『消費者を動かしたCM展開』に選出[2]
- タイガー魔法瓶　「あなたと・・・〜To Be With You〜」WEBCM
- SUBARU フォレスター「Your story with－にんじん篇」“Carrot／Your story with”
- ベンザブロックプラス「かぜぐすリリック」
- 日清食品 日清焼そばU.F.O.「超濃厚段積み沼CM」編
- 大同生命「社長への手紙～姉から弟へ」編

### VP
- 東京ガス「ガスライト24」 - 指令センター担当　山下一郎 役
- 日本SME「日本SME格付け紹介」 - 経営者 役[3]
- 離婚式プランナーSUZUKI「ハッピー離婚式」 - 旧郎 役[4]
- JOBRASS新卒（ジョブラス）アイデム「101回目の就活」人事担当役[5]
- JT「SevenStars」ブランドムービー2017

### モデル
- スタジオeha婚活用モデル
- NOLTY「仕事に役立つ手帳No.1」

### MV
- Negicco「かぜぐすリリック」 - 代理店社員役